# Протоесперанто

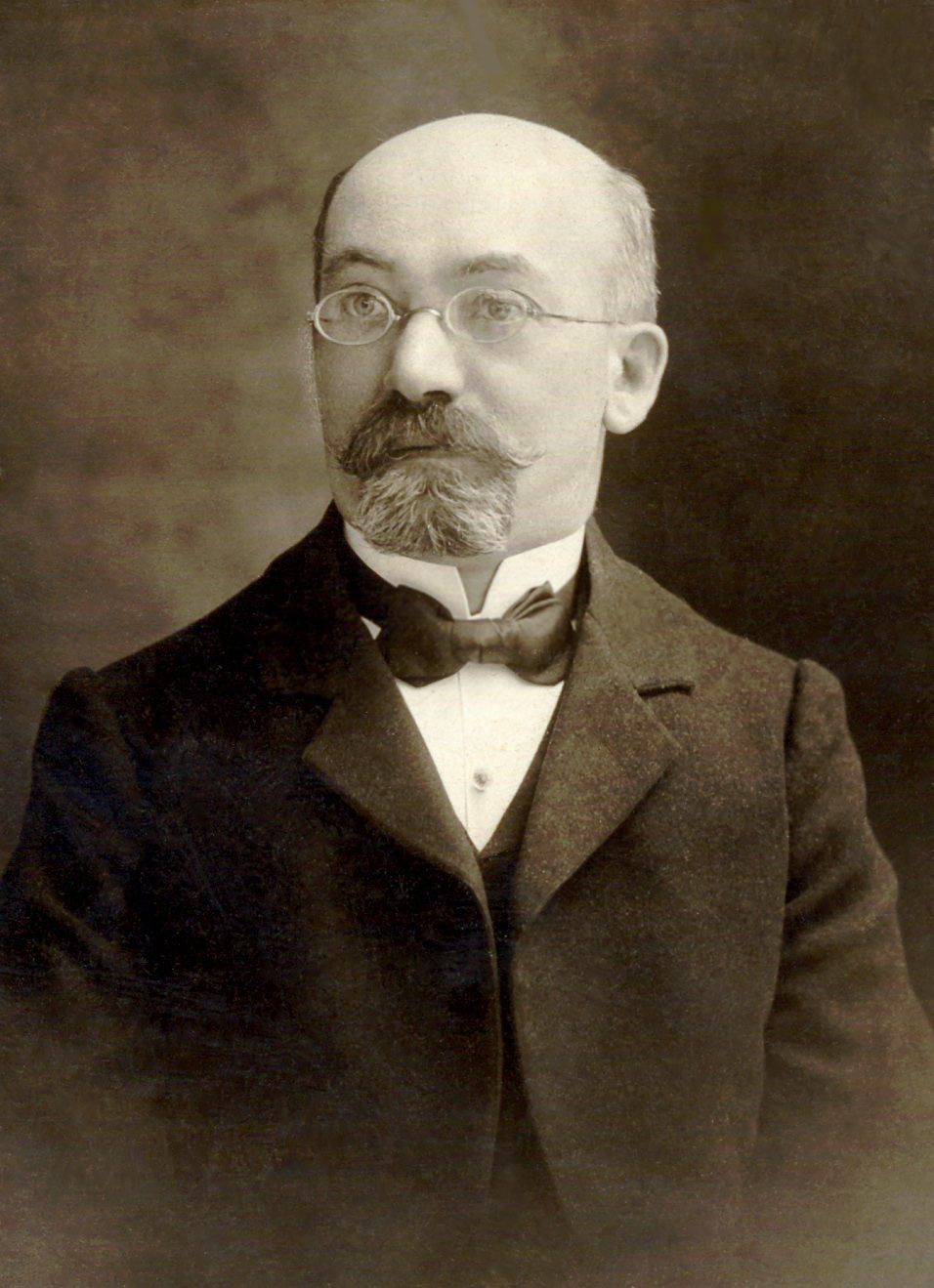
Людвік Заменгоф — творець мови есперанто

Протоесперанто (есп. pra-Esperanto) — сучасна загальна назва всіх ранніх варіантів (Lingwe Uniwersala 1878, Lingvo universala 1881 та Lingvo Internacia 1887) штучної мови есперанто, створеної Людвіком Заменгофом аж до виходу в світ його першої книги «Unua Libro» в 1887 році.

## Lingwe Uniwersala1878
Ще з дитинства Людвік Заменгоф мріяв про створення міжнародної допоміжної мови для спілкування представників різних націй. Спочатку він хотів повернути до життя латинську або давньогрецьку мови в її спрощених варіантах, проте з часом зрозумів, що він більше тяжіє до створення нової мови. 17 грудня 1878 року (тобто приблизно за рік до появи волапюк) він представив проєкт нової мови своїм друзям. Однак від цієї стадії розвитку мови, яка на той момент мала назву «Lingwe Uniwersala», до наших днів дійшли тільки уривок з листа, датованим 1895 роком до Миколи Боровка (українського есперантиста), у якому Заменгоф зазначив таке:
|  | У 1878 році проєкт мови вже був більш-менш готовим, хоча між тодішнім «Lingwe Uniwersala» і теперішньою есперанто — була велика різниця... |

та ще чотири рядки пісні, написаної самим же творцем штучної мови:
| Оригінальний текст                                                                                  | Текст мовою есперанто                                                                                 | Приблизний переклад                                                              |
| --------------------------------------------------------------------------------------------------- | --- | -------------------------------------------------------------------------------- |
| Malamikete de las nacjes, Kadó, kadó, jam temp' está; La tot' homoze in familje Konunigare so debá. | Malamikeco de la nacioj, Falu, falu, jam temp' estas; La tuta homaro en familion Kununuigi sin devas. | Ворожнеча народів, Паді, паді, час прийшов; Все людство у сім'ю Має об'єднатися. |

## Lingvo universala1881
Перед навчанням в університеті Заменгоф віддав свої рукописні нотатки батькові, щоб той зберіг їх допоки син навчається. Однак батько не поділяв ідеї Заменгофа і, можливо, побоюючись поліції, спалив їх. Сам автор дізнався про це тільки після повернення з університету в 1881 році. Тоді він знову розпочав роботу. На цей раз варіант майбутньої мови есперанто мав назву «Lingvo universala».
Прикладом тодішньої версії мови (за другим варіантом) Заменгофа може слугувати такий уривок з його листів:
|  | Ma plej kara miko, kvan ma plekulpa plumo faktidźas tiranno pu to. Mo poté de cen taj brivoj kluri ke sciigoj de fu-ći specco debé blessi tal fradal kordol ... |

Сучасною мовою есперанто цей текст мав би такий вигляд:
|  | Mia plej kara amiko, kiel mia plej kulpa [?] Plumo fariĝas tirano por ci. Mi povas de cent da ciaj leteroj konkludi ke sciigoj de tiu-ĉi speco devas vundi cian fratan koron ... |

У перекладі уривок означає:
|  | «Найдорожчий друг, моє злочинне перо стало для тебе тираном. Із сотні твоїх листів я можу зробити висновок, що звістки такого роду ранять твоє братське серце... » |

Нижче наведено видозміни в порівнянні з варіантом 1881 року та сучасною мовою есперанто.

### Абетка
У правописі 1881 чітко проглядався вплив слов'янських мов (ć, dź, ħ, ś, ź на місці нинішніх ĉ, ĝ, ĥ, ŝ, ĵ).
| 1881    | A | B | C | Ć | D | DŹ | E | É | F | G |   | H | Ħ | I | J |   | K | L | M | N | O | Ó | P | R | S | Ś | T | U | Ŭ | V | Z | Ź |
| сучасна | A | B | C | Ĉ | D |    | E |   | F | G | Ĝ | H | Ĥ | I | J | Ĵ | K | L | M | N | O |   | P | R | S | Ŝ | T | U | Ŭ | V | Z |   |

- Ć перейшла в Ĉ,
- DŹ перейшла в Ĝ,
- Ħ перейшла в Ĥ,
- Ś перейшла в Ŝ,
- Ź перейшла в Ĵ.

### Лексика
Гастон Варенг'єн (французький есперантист), порівнюючи слова за 1881 рік, зробив висновок, що Людвік Заменгоф мав вплив від новоутвореної штучної мови волапюк, їдишу, польської і можливо російської мов:
| 1881 (волапюк) | Есперанто |
| -------------- | --------- |
| Kvila          | Trankvila |
| Miko           | Amiko     |
| Sengo          | Sinagogo  |
| Fano           | Infano    |
| Fala           | Facila    |
| Luga           | Eleganta  |
| Mandi          | Demandi   |
| Romo           | Aromo     |
| Keli           | Kolekti   |
| Trema          | Ekstrema  |
| Pondi          | Respondi  |

| 1881  | Ідиш  | Есперанто |
| ----- | ----- | --------- |
| Ba    | Ba    | Sur       |
| Baj   | Bejde | Ambaŭ     |
| Brivo | Briv  | Letero    |
| Fajfi | Fajfn | Fajfi     |
| Sedro | Sedre | Partaĵo   |
| Tupo  | Top   | Poto      |
| Vugi  | Vign  | Balanci   |
| Zalo  | Zal   | Salono    |

| 1881    | Російська і польська мови | Есперанто |
| ------- | ------------------------- | --------- |
| Bavi    | Bawić się                 | Ludi      |
| Bura    | Бурый                     | bruna     |
| Ći      | Czy                       | Ĉu        |
| Es      | Ещё                       | Ankoraŭ   |
| Eś      | Aż                        | Tiom ke   |
| Matto   | Внимательный              | Atento    |
| Moa     | Молча                     | Muta      |
| Ob-     | Об-                       | Pri-      |
| Pre-    | Пре-                      | -eg       |
| Rado    | Радость                   | Gaja      |
| Rudźo   | Róża                      | Rozo      |
| Strapa  | Страшный                  | Teruro    |
| Śeppi   | Шепнуть                   | Flustri   |
| Śu      | Że                        | Ke        |
| Sobi    | Собственность             | Posedi    |
| Tergiga | Терзать                   | Ĉagrena   |
| Tiski   | Тискать                   | Plaŭdi    |

### Займенник
За проєктом 1881 року присвійні займенники, як і прикметники, закінчувалися на -o. У діючій граматиці есперанто вони закінчуються на -і.
| Есперанто     | 1881   | 1881    |
| ------------- | ------ | ------- |
| Есперанто     | Однина | Множина |
| Mi / Ni       | Mo     | No      |
| Ci / Vi       | To     | Vo      |
| Li / Ĝi / Ili | Ro     | Po      |
| Ŝi / Ili      | Śo     | Po      |
| Si            | So     | So      |
| Oni           | O      | O       |

### Дієслово
Дієслова були представлені формами інфінітива (-e або -i), теперішнього (-é), минулого (-u), майбутнього (-uj) часів, умовного способу (-á) і наказового (-ó). Зникла також зміна дієслова за особами і числами.
| 1881   | Есперанто  |
| ------ | ---------- |
| Kojpi  | Komenci    |
| Kojpé  | Komencas   |
| Kojpá  | Komencadis |
| Kojpu  | Komencis   |
| Kojpuj | Komencos   |
| Kojpó  | Komencu    |
| Kojpas | Komencus   |

| 1881     | Есперанто  |
| -------- | ---------- |
| Kojpenta | Komencanta |
| Kojpaga  | Komencinta |
| Kojpita  | Komencata  |
| Kojpassa | Komencita  |
| Kojpata  | Komencita  |

| Есперанто       | 1881  | Есперанто     | 1881  |
| --------------- | ----- | ------------- | ----- |
| Vidi            | Vidi  | Rigardi       | Viti  |
| Aŭdi            | Aŭdi  | Aŭskulti      | Aŭti  |
| Senti per nazo  | Fladi | Flari         | Flati |
| Senti per palpo | Palbi | Palpi         | Palpi |
| Senti per gusto | Gudi  | Gustumi       | Guti  |
| Konvinki        | Svazi | Peni konvinki | Svasi |
| Sperti          | Provi | Provi         | Profi |
| Trovi           | Trovi | Serĉi         | Trofi |
| Pruvi           | Pruvi | Argumenti     | Prufi |

### Корелятив
|          | -o      | -u      | -a  | -e  | -al | -el     | -am       | -om |
| -------- | ------- | ------- | --- | --- | --- | ------- | --------- | --- |
| ti-      | fo      | fu      | fa  | fi  | fej | fe      | fan       |     |
| ki- / i- | kvo, ko | kvu, ku | kva |     |     | kve, ke | kvan, kan | kom |
| ĉi-      | ćio     | ćiu     |     | ćii |     |         | ćian      |     |
| neni-    | fio     | fiu     |     |     |     |         | fian      |     |

### Прийменник
За проєктом 1881 року прийменники майже завжди мали закінчення голосного, проте нині це рідше виключення, ніж правило.
| Есперанто     | 1881     | 1881       |
| ------------- | -------- | ---------- |
| Есперанто     |          |            |
| Al            | A        | Al         |
| Sur           | Ba       | Bal        |
| Post (tempe)  | Bej      | Bejl       |
| Post (loke)   | Bi       | Bil        |
| Kontraŭ       | Blo      | Blol       |
| Inter         | Bu       | Bul        |
| Per           | Da       | Dal        |
| Ĉe            | Di       | Dil        |
| El            | He       | Hel        |
| En            | I        | Il         |
| Ekster        | Ja       | Jal        |
| Kun           | Ko       | Kol        |
| Po            | Pej      | Pejl       |
| Pri           | Pri      | Pril       |
| Por           | Pu       | Pul        |
| Sub           | Su       | Sul        |
| Pro           | Śte; pro | Śtel; prol |
| Antaŭ- (loke) | Vi-      |            |

### Закінчення
| 1881   | Есперанто |
| ------ | --------- |
| Krega  | Koluma    |
| Krego  | Kolumo    |
| Kregoj | Kolumoj   |
| Kregol | Kolumon   |

## Lingvo Internacia1887
Третім варіантом (і по суті останнім перед становленням сучасної версії есперанто) був «Lingvo Internacia». Людвік Заменгоф у листі до Миколи Боровка писав таке:
|  | Протягом шести років я працював над удосконаленням мови, хоча у 1878 році мені здавалося, що мова вже практично існує... |

У наступних роках Заменгоф удосконалював свою мову, переважно під час роботи над перекладами поезії і прози з інших мов. Наголос став уже фіксованим (на передостанньому складі). -S, яке спочатку означало множину іменників, стало ознакою фінітних форм дієслів. Слов'янські акутні діакритичні знаки були перетворені на циркумфлекс.
Трохи пізніше Заменгоф опублікує книгу «Unua Libro», у якій буде описано вже сучасний варіант есперанто.